# Julián Rodas Ramírez
Julián Andrés Rodas Ramírez (Pereira, Risaralda, 2 de gener de 1982) és un ciclista colombià, professional del 2007 al 2015. Del seu palmarès destaca la Volta a Mèxic de 2012.

## Palmarès
- 2003
  -  Campió de Colòmbia sub-23 en contrarellotge
- 2009
  - Vencedor d'una etapa a la Volta a Costa Rica
- 2012
  - 1r a la Volta a Mèxic i vencedor d'una etapa